# Vallée de Shaksgam
La vallée de Shaksgam est une région du Baltistan. Ce territoire, d'une superficie de 5 100 kilomètres carrés, est situé sur le versant nord du Karakoram. Les données sur sa population ne sont pas communiquées par la Chine, qui contrôle la région. Revendiqué par l'Inde, ce territoire est voisin de celui plus à l'Est de l'Aksai Chin, territoire également revendiqué par l'Union Indienne, et occupé par la Chine.

## Histoire
En 1887, Francis Younghusband fut le premier Occidental à explorer cette vallée. En 1926, Kenneth Mason explora la vallée et la décrivit.
La vallée a été cédée par le Pakistan à la Chine, le 3 mars 1963 dans le cadre du conflit opposant les deux pays au sujet du Cachemire. Cette région est aussi réclamée par l'Inde. Il s'agit d'une ancienne subdivision du Pakistan, le Trans-Karakoram Tract.

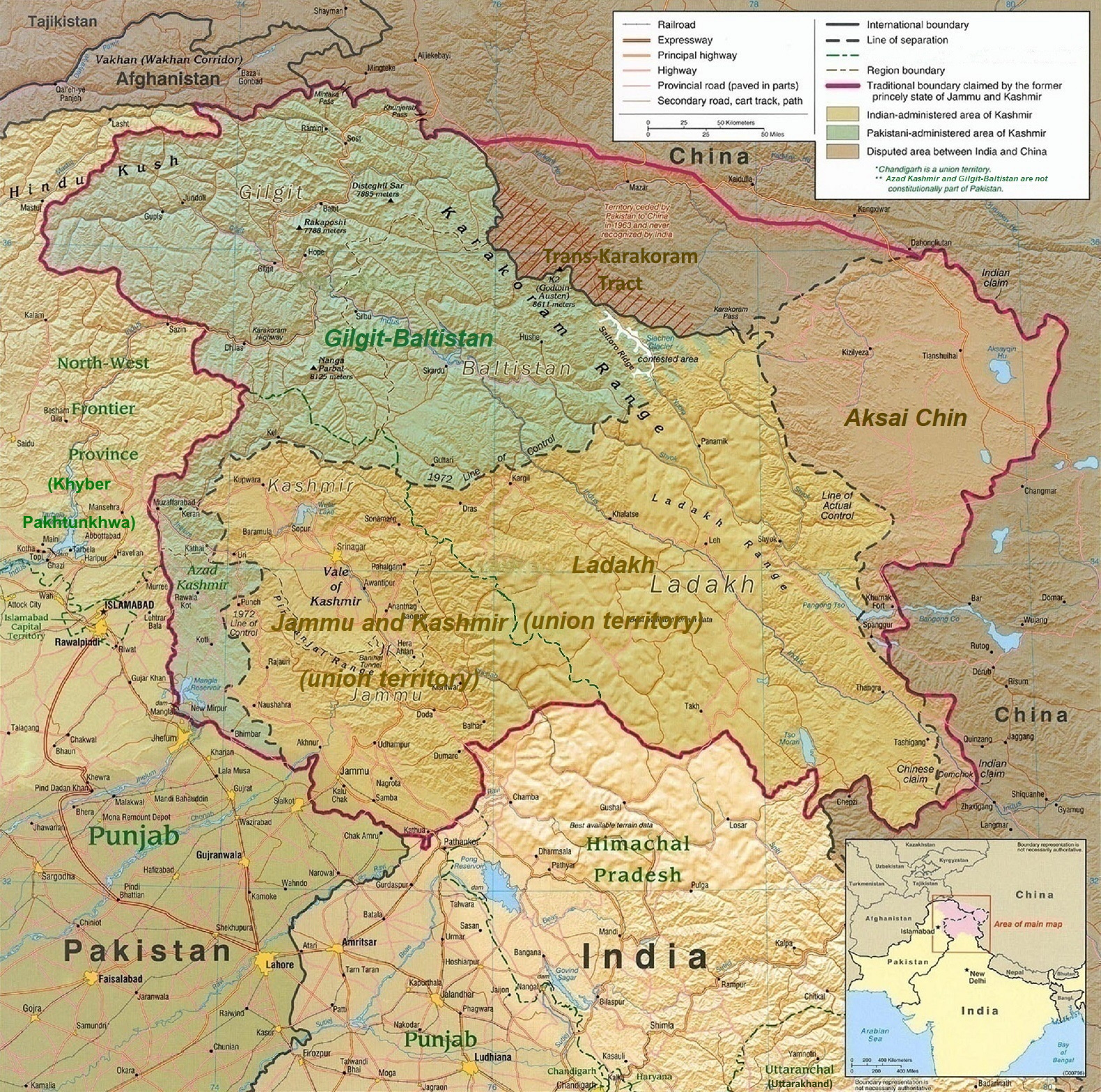
En hachures rouges, la vallée de Shaksgam (Trans-Karakoram Tract).

### Sources et bibliographie
- (en) Cet article est partiellement ou en totalité issu de l’article de Wikipédia en anglais intitulé « Trans-Karakoram_Tract#Shaksgam_Valley » (voir la liste des auteurs).